# Allstatjärnen
Allstatjärnen är en sjö i Kramfors kommun i Ångermanland och ingår i Nätraån-Ångermanälvens kustområde. Sjön har en area på 0,0344 kvadratkilometer och ligger 18,3 meter över havet.

## Delavrinningsområde
Allstatjärnen ingår i det delavrinningsområde (697832-162123) som SMHI kallar för Rinner mot Gaviksfjärden. Medelhöjden är 73 meter över havet och ytan är 23,99 kvadratkilometer. Det finns inga avrinningsområden uppströms utan avrinningsområdet är högsta punkten. Avrinningsområdets utflöde mynnar i havet, utan att ha någon enskild mynningsplats. Avrinningsområdet består mestadels av skog (82 procent). Avrinningsområdet har 0,48 kvadratkilometer vattenytor vilket ger det en sjöprocent på 2 procent.